# Krachtveld (scheikunde)
Een krachtveld (Engels: force field of forcefield) is een empirische functie die de krachten in en tussen moleculen beschrijft, zoals deze in de moleculaire mechanica en de moleculaire dynamica wordt gebruikt. Een force field beschouwt de krachten tussen deeltjes op klassieke wijze. De functie bestaat uit een aantal termen met parameters die zijn aan te passen aan experimentele gegevens of aan ab initio kwantumchemische berekeningen.
Veelal bevat de functie enerzijds termen die de covalente structuur van een molecuul beschrijven en anderzijds termen voor "non-bonded" (niet-covalente) interacties. Dit zijn interacties van niet door covalente bindingen verbonden atomen. De covalente structuur wordt beschreven in termen van afwijkingen van de evenwichtsgeometrie (bindingslengte l en bindingshoek θ) onder invloed van een (meestal) harmonische potentiaal. Voor de "niet gebonden" interacties wordt onderscheid gemaakt tussen vanderwaalskrachten die veelal worden beschreven met een "6-12" Lennard-Jonespotentiaal en Coulombinteracties (elektrostatische interacties tussen elektrisch geladen deeltjes, soms ook dipolen).
In formulevorm ziet de potentiële-energiefunctie van een typisch krachtveld er dan als volgt uit:
{\displaystyle V=\sum _{\mathrm {bindingen} }\quad {\frac {1}{2}}{k_{1}}{(l-l_{0})^{2}}} voor bindingslengtevariaties met {\displaystyle {l_{0}}} als evenwichtsbindingslengte
{\displaystyle +\sum _{\mathrm {bindingshoeken} }\quad {\frac {1}{2}}{k_{\theta }}{(\theta -\theta _{0})^{2}}} voor bindingshoekvariaties met {\displaystyle {\theta _{0}}} als evenwichtsbindingshoek
{\displaystyle +\sum _{\mathrm {torsiehoeken} }\quad {\frac {1}{2}}{k_{\psi }}{(\psi -\psi _{0})^{2}}} voor bindingen zonder vrije draaibaarheid (bijvoorbeeld dubbele bindingen) met {\displaystyle {\psi _{0}}} als evenwichtstorsiehoek
{\displaystyle +\sum _{\mathrm {tweevlakshoeken} }\quad {k_{\theta }}{(1+\cos n\theta )}} voor "vrij draaibare" bindingen met een periodiciteit {\displaystyle {n}} (bijvoorbeeld n = 3 in ethaan)
{\displaystyle +\sum _{\mathrm {atoomparen} (i,j)}\quad {\frac {A}{r_{ij}^{12}}}-{\frac {B}{r_{ij}^{6}}}} met een afstotende en een aantrekkende term waarbij {\displaystyle {r_{ij}}} de afstand tussen de atomen is
{\displaystyle +\sum _{ij}\quad {\frac {q_{i}q_{j}}{r_{ij}^{2}}}} de elektrostatische kracht tussen twee geladen deeltjes {\displaystyle {i}} en {\displaystyle {j}}
Voor het uitrekenen van de energie van een atomair systeem met een dergelijk krachtveld is heel wat rekenkracht nodig. Het meest rekenintensief zijn de laatste twee termen (de "niet gebonden" interacties). Immers, als het systeem N atomen bevat, dan zijn de sommaties van de eerste vier termen (het covalent gebonden systeem) van de orde N terwijl de sommaties van de laatste twee termen van de orde N2 zijn. Vereenvoudigingen kunnen gemaakt worden, aangezien vanaf een bepaalde afstand van een atoom de "niet gebonden" interacties met andere verafgelegen atomen verwaarloosbaar zijn.